# Babez For Breakfast
Albumul Babez for Breakfast este al V-lea album al formației de muzică rock Lordi. A fost lansat pe 10 septembrie 2010.

## Track List
1. SCG V-It's a Boy - 1:21
2. Babez for Breakfast - 3:29
3. This is Heavy Metal - 3:01
4. Rock Police - 3:57
5. Discoevil - 3:47
6. Call of Wedding - 3:31
7. I Am Bigger than You - 3:03
8. ZombieRawkMachine - 3:42
9. Midnite Lover - 3:19
10. Give your life for Rock'n'Roll - 3:53
11. Nonstop Nite - 3:51
12. Amen's Lament to Ra - 0:32
13. Loud and Louded - 3:13
14. Granny's Gone Crazy - 3:55
15. Devil's Lullaby - 3:42
16. Lord have Mercy - 3:19

## Recenzii
- en  Recenzia albumului Babez For Breakfast pe allmusic.com